# David Lewis (Filmproduzent)
David Lewis (* 14. Dezember 1903 in Trinidad, Colorado; † 13. März 1987 in Los Angeles, Kalifornien; eigentlich David Levy) war ein US-amerikanischer Filmproduzent, der bei der Oscarverleihung 1940 als Produzent des Filmdramas Opfer einer großen Liebe für den Oscar für den besten Film nominiert war.

## Leben und Wirken
Lewis begann seine Laufbahn als Filmproduzent in der Filmwirtschaft Hollywoods 1933 bei dem Western The Cheyenne Kid von Rober F. Hill, mit Tom Keene, Mary Mason und Roscoe Ates in den Hauptrollen.
Bei der Oscarverleihung 1940 war er als Produzent des Filmdramas Opfer einer großen Liebe (Dark Victory, 1939) von Edmund Goulding mit den Hauptdarstellern Bette Davis, George Brent und Geraldine Fitzgerald für den Oscar für den besten Film nominiert, unterlag aber dem von David O. Selznick produzierten Film Vom Winde verweht (1939). In den folgenden Jahren produzierte er rund dreißig weitere Filme.
Nachdem er am 29. Mai 1957 die Leiche seines Lebensgefährten, den durch Frankenstein (1931) und Frankensteins Braut (1935) bekannt gewordenen britischen Filmregisseur James Whale, der mit ihm in homosexueller Lebensgemeinschaft lebte, im Swimmingpool des gemeinsamen Hauses in Santa Monica fand, zog er sich weitgehend aus dem Filmgeschäft zurück und produzierte mit Gier nach Lust (More, 1969) nur noch einen Film. Erst kurz vor seinem Tod lüftete er das Geheimnis des mysteriösen Todes von Whale und gab öffentlich bekannt, dass der nach einem Schlaganfall an Gedächtnisverlust, Depressionen und Einsamkeit leidende Whale Suizid begangen hätte.
In der unter dem Titel Gods and Monsters (1998) von Bill Condon inszenierten preisgekrönten Filmbiografie über die letzten Lebensmonate Whales spielte Ian McKellen James Whale, während Lewis von David Dukes dargestellt wurde.

## Filmografie (Auswahl)
- 1933: The Cheyenne Kid
- 1936: Die Kameliendame (Camille)
- 1938: Liebe zu viert (Four’s a Crowd)
- 1938: Drei Schwestern aus Montana (The Sisters)
- 1939: Opfer einer großen Liebe (Dark Victory)
- 1939: Todesangst bei jeder Dämmerung (Each Dawn I Die)
- 1940: Hölle, wo ist dein Sieg (Alternativtitel: Das Glück in der Glaskugel, All This and Heaven Too)
- 1941: Der Dollarregen (Million Dollar Baby)
- 1942: Ich will mein Leben leben (In This Our Life)
- 1944: Der Pirat und die Dame (Frenchman’s Creek)
- 1945: Rausch der Farben (It’s a Pleasure)
- 1946: Morgen ist die Ewigkeit (Tomorrow Is Forever)
- 1947: Eine brennende Liebe (The Other Love)
- 1948: Triumphbogen (Arch Of Triumph)
- 1955: Das Ende einer Affaire (The End of the Affair)
- 1957: Hongkong war ihr Schicksal (The Seventh Sin)
- 1957: Das Land des Regenbaums (Raintree Country)
- 1969: Gier nach Lust (More)